# Hausstock
Hausstock är ett berg i Schweiz.   Det ligger i regionen Surselva och kantonen Graubünden, i den östra delen av landet, 120 km öster om huvudstaden Bern. Toppen på Hausstock är 3 158 meter över havet, eller 676 meter över den omgivande terrängen. Bredden vid basen är 8,6 km.
Terrängen runt Hausstock är huvudsakligen mycket bergig. Närmaste större samhälle är Glarus, 18,5 km norr om Hausstock. 
Trakten runt Hausstock består i huvudsak av gräsmarker. Runt Hausstock är det glesbefolkat, med 17 invånare per kvadratkilometer.